# 武蔵浦和SKY&GARDEN

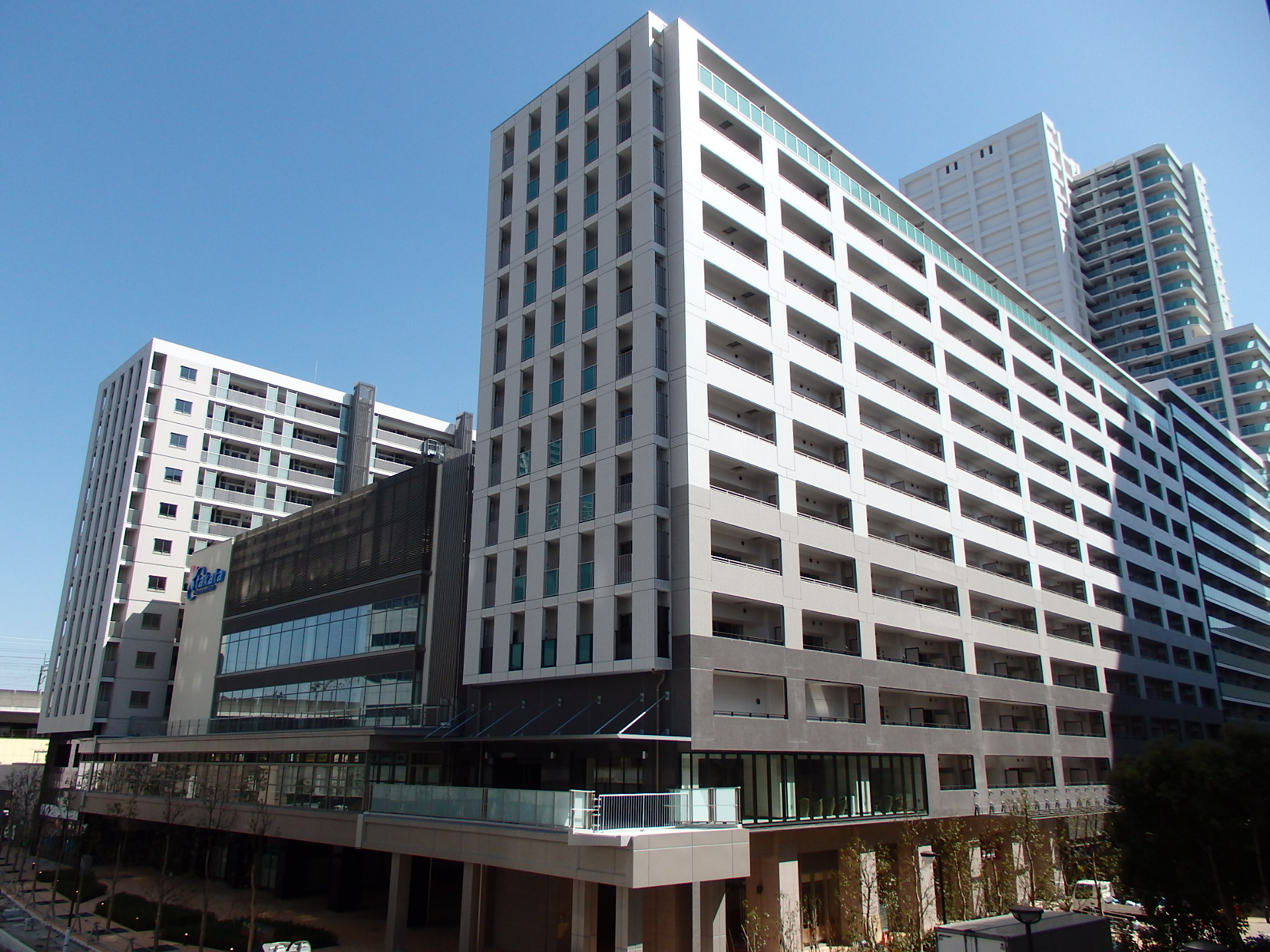
武蔵浦和SKY&GARDEN北側

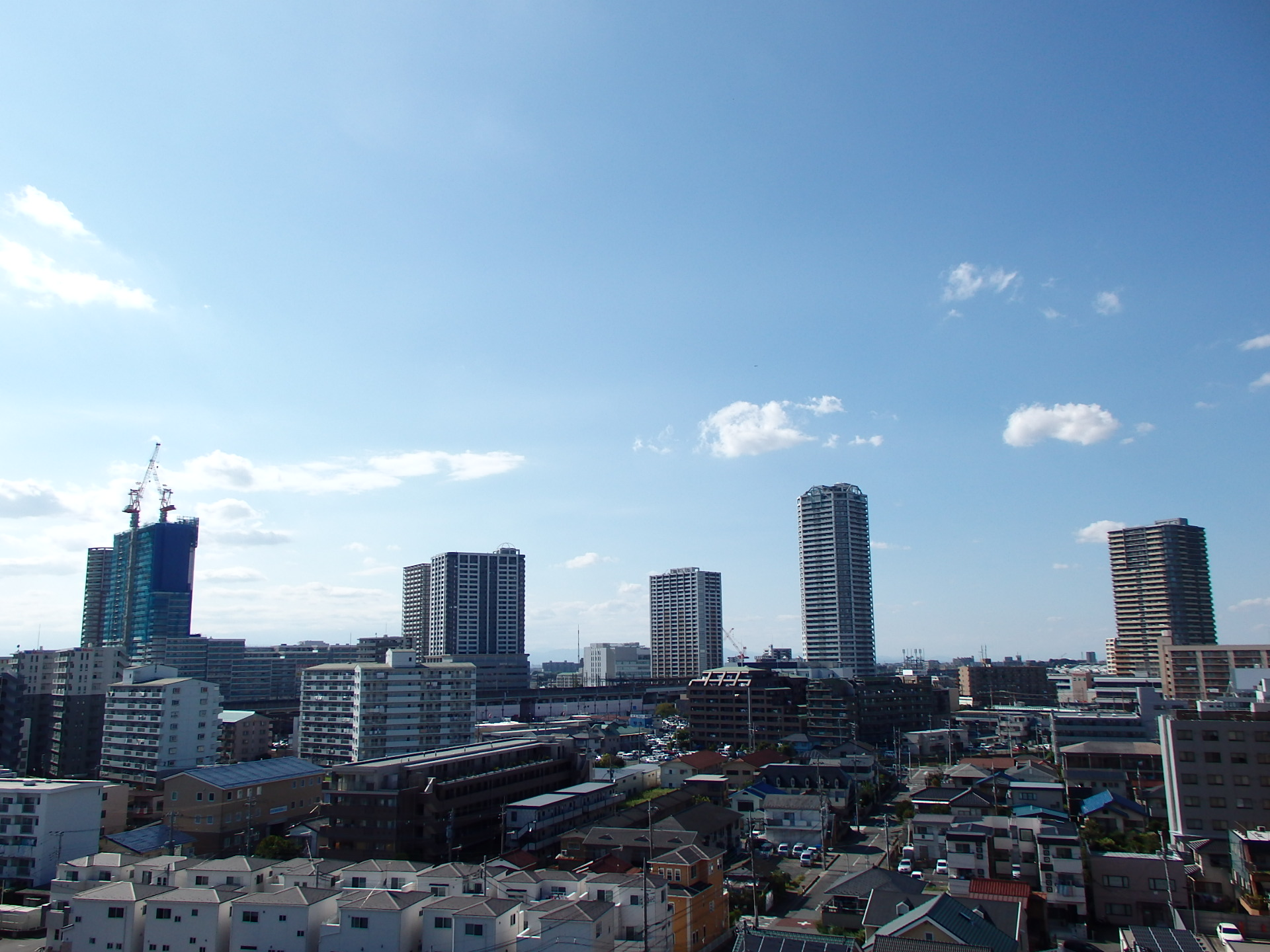
武蔵浦和遠景。左から2棟目がSKYTOWER。

武蔵浦和SKY&GARDEN（むさしうらわスカイ&ガーデン）は、埼玉県さいたま市南区にある再開発地区。32階建の超高層棟を中心に5棟の住宅棟（776戸）と高田製薬本社ビル、体育館などの共用棟、商業施設・庭園から構成される。

## 概要
さいたま市の副都心に位置付けられている武蔵浦和駅周辺では旧浦和市時代から都市計画決定された再開発事業が複数実施されており、当地区は「武蔵浦和駅第3街区第一種市街地再開発事業」として整備された。ラムザタワーから始まった再開発事業から数えて7地区目・8棟目の超高層建築物となっている。当初リクルートコスモスによる地上61階地下2階建て約750戸、高さ210mの国内最高層マンションとして計画されたが、バブル崩壊やリーマンショックなどの要因から再開発事業自体が一時凍結された。その後住宅戸数は同程度のまま地上32階建の超高層1棟とレジデンス棟4棟に分けたコの字型の配置で都市計画が決定し、事業が再開された。全棟が清水建設の施工で建設され、北西の棟はコスモスイニシアが販売、それ以外は新日鉄興和不動産、三菱商事（三菱地所レジデンスが代理）によって販売された。2016年（平成28年）1月下旬に竣工し、同年3月30日に776戸人口約2500人の住むマンションとして開業した。周辺の道路拡幅・電柱地中化なども行われた。

## 沿革
- 1987年（昭和62年）4月11日 - 再開発協議会設立。
- 1993年（平成5年）12月3日 - 再開発事業の都市計画決定。
- 1998年（平成10年）9月25日 - 都市計画変更。地上61階建超高層マンション建設計画浮上[3]。
- 2011年（平成23年）5月12日 - 再開発事業の事業計画認可。
- 2013年（平成25年）7月25日 - 起工[4]。
- 2016年（平成28年）1月 - 竣工。
- 2016年（平成28年）3月30日 - 開業、入居開始。

## 構成

### SKY TOWER
地区の南端に位置する。C棟として着工し、鉄筋コンクリート造・地上32階地下1階建て355戸。西側にはプラウドタワー武蔵浦和ガーデンが隣接する（北緯35度50分33秒 東経139度38分50.8秒 / 北緯35.84250度 東経139.647444度）。

### GATE RESIDENCE
地区の北東、もっとも駅側に位置する。A棟として着工し、鉄筋コンクリート造・地上13階地下1階建て80戸（北緯35度50分36.2秒 東経139度38分50.3秒 / 北緯35.843389度 東経139.647306度）。

### GARDEN RESIDENCE
地区の南東に位置する。B棟として着工し、鉄筋コンクリート造・地上14階地下1階建て103戸（北緯35度50分34.6秒 東経139度38分51.1秒 / 北緯35.842944度 東経139.647528度）。

### AVENUE RESIDENCE
地区の南西に位置する。D棟として着工し、鉄筋コンクリート造・地上14階地下1階建て78戸（北緯35度50分33.4秒 東経139度38分49.3秒 / 北緯35.842611度 東経139.647028度）。

### グランコスモ武蔵浦和
地区の北西に位置する。E棟として着工し、コスモスイニシアが分譲。鉄筋コンクリート造・地上13階地下1階建160戸（地権者住宅1戸）。デザインは他の住宅棟とは異なり、ベランダがスケルトンではなく、白を基調としている。アクティブシニア向け分譲マンションとして販売しており、内科クリニック（居住者には予約診療や相談会などのサポート）、大浴場、アトリエ、スカイビューラウンジなどが併設されている。また、半田屋が出店を予定している（北緯35度50分35.2秒 東経139度38分48.4秒 / 北緯35.843111度 東経139.646778度）。

### 高田製薬本社

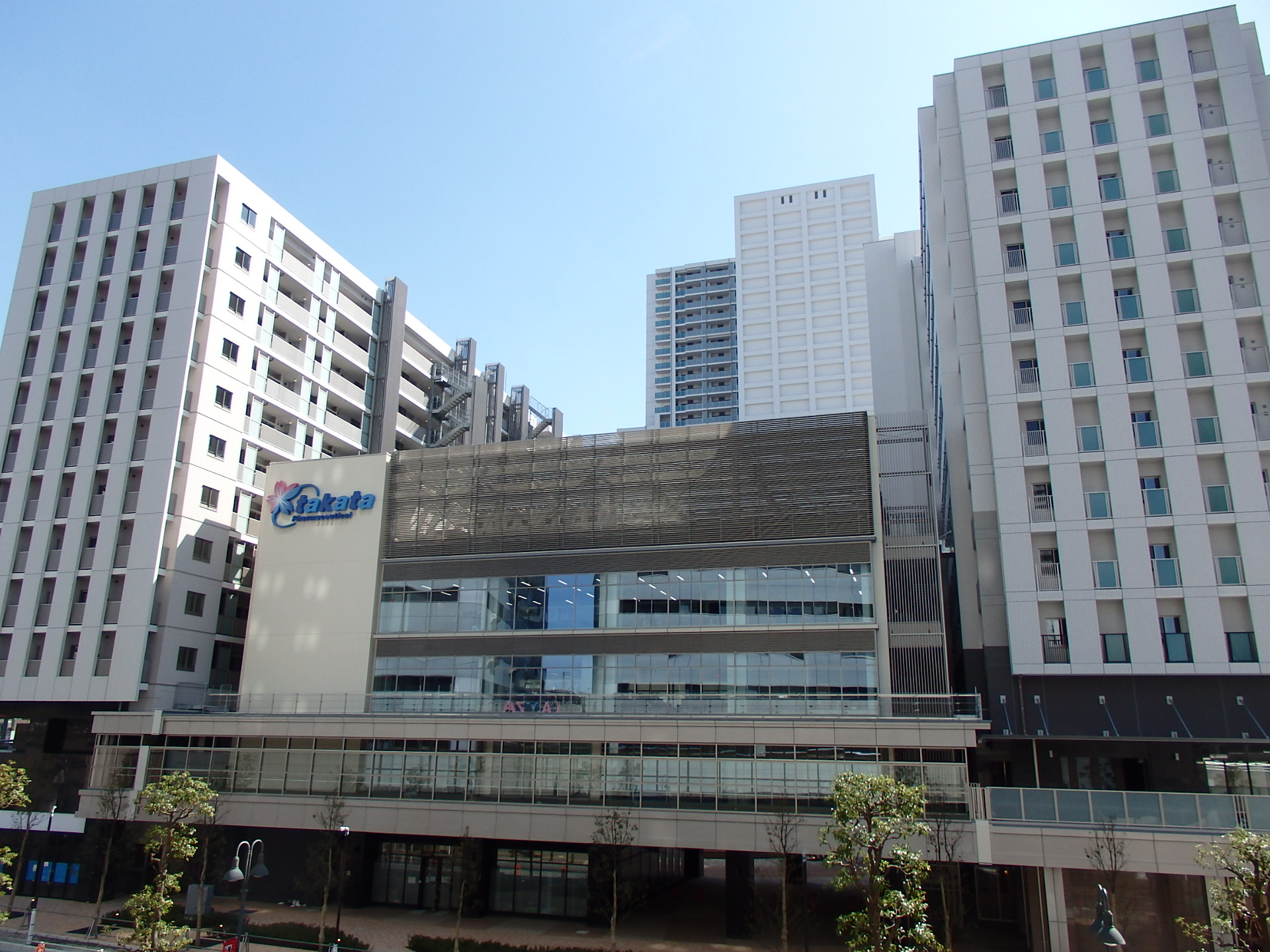
高田製薬本社

オフィス棟。北側に位置し、ラムザタワーと相対している。高田製薬が本社機能を東京都台東区から移転予定。

### OASIS GARDEN
地区東側一帯の人工基板上に整備された庭園。北側は「パーゴラのある広場」となっている。面積は約7,500平方メートル。武蔵浦和駅ビルのマーレに直結するデッキを設置している。また、マンション棟内側にもオアシスコートとして中庭が整備されている。

### COMMUNITY HOUSE
敷地中央に位置する5階建ての居住者用施設（コミュニティハウス）。体育館（アリーナ）、和室、コミュニティギャラリー、ピアノスタジオ、キッズルーム、ライブラリー、ゲストルーム（3室）、キッチンスタジオ、パーティルームなどを設置している。